# Мицуиси, Котоно
Котоно Мицуиси (яп. 三石琴乃 Мицуиси Котоно, род. 8 декабря 1967, Тода) — профессиональная сэйю. Наиболее известна своей ролью Усаги Цукино в аниме «Сейлор Мун», а также Мисато Кацураги в аниме «Евангелион».

## Биография
Котоно родилась 8 декабря 1967 года в городе Тода в префектуре Сайтама, но выросла в городе Нагареяма в префектуре Тиба. 
В детстве она часто слушала радиоспектакли, и в 5-м классе начальной школы вступила в школьный комитет по радиовещанию. Летние каникулы выпускного класса старшей школы «Касиванан» Котоно провела в школе, спонсируемой центром подготовки актёров озвучивания. 
В 1986 году она окончила Касиванан и поступила в академию сэйю «Кацута». Изначально Котоно хотела стать воспитателем в детском саду, но в итоге отказалась от этой идеи, так как из-за тогдашней экономической ситуации в Японии наблюдался спад рождаемости и Котоно посчитала, что даже с соответствующей квалификацией у неё будут проблемы с трудоустройством. Выбор в пользу конкретно актрисы озвучания Котонон сделала, руководствуясь тем, что у неё уже был опыт работы с микрофоном. Одним из её учителей в академии была сэйю Масако Нодзава.    
Во время учёбы в академии работала неполный рабочий день в качестве лифтёрши в небоскрёбе Sunshine 60. Затем она работала в Токийском столичном правительственном управлении в качестве сотрудника по радиосвязи по вопросам загрязнения воздуха. 
В 1988 году Мицуиси дебютировала как сэйю в роли Томоё в OVA Ace wo Nerae! 2. Она прославилась своей ролью Усаги Цукино в 1992 году, когда началась трансляция аниме «Сейлор Мун». Популярность сэйю повысилась ещё больше благодаря роли Мисато Кацураги в аниме «Евангелион». Третьей её наиболее известной ролью считается Боа Хэнкок в аниме One Piece. Мицуиси считается одной из наиболее выдающихся сэйю; анимированная адаптация манги Ebichu была широко растиражирована благодаря её интересу к проекту.
Мицуиси замужем с 2000 года, родила дочь в 2003 году. Является фрилансером и бывшим членом фирмы менеджирования талантов Arts Vision.

## Роли в аниме
| - Agatha Christie's Great Detectives Poirot and Marple (Жена графа Хобари) - Ajimu: Kaigan Monogatari (Кёко) - Angelic Layer (Сёко Асами) - Anpanman (Марон-кун) - Baketsu de Gohan (Минт) - Battle Fighters Garō Densetsu 2 (Май Сирануи) - Blue Seed (Коме Савагути) - Cardcaptor Sakura (Маки Мацумото) - Claymore (Джин) - Corrector Yui (Фрих) - Crayon Shin-chan (Аго-сэнсэй) - Daa! Daa! Daa! (Акира Кидзё) - Detective Academy Q (Хитоми Татикава) - Detective Conan (Кир (Рэна Мидзунаси), Юри Конно) - Doraemon (Тамако Ноби) - Dragon Half (Минк) - Excel Saga (Excel) - Flame of Recca (Кагэхоси, Кагэро) - Fruits Basket (Кагура Сома) - Fullmetal Alchemist (Грасия Хьюз) - Future GPX Cyber Formula (Асука Суго) - Gear Fighter Dendoh (Ориэ Кусанаги, Vega, закадровый голос, анонс серий) - Genji Tsūshin Agedama (Ибуки Хирая) - Ghost Stories (Каяко Мияносита) - Ginga Sengoku Gunyūden Rai (Симон) - Great Teacher Onizuka (Уруми Кандзаки) - Gundam - After War Gundam X (Тония Мальме) - Mobile Suit Gundam SEED (Murrue Ramius, Haro, Ezaria Joule, narrator) - Mobile Suit Gundam SEED Destiny (Murrue Ramius, narrator) - Hana no Mahōtsukai Marybelle (Риббон) - Hare Tokidoki Buta (Кадзуко-сэнсэй) - Hidamari no Ki (Отина) - High School Mystery: Gakuen 7 Fushigi (Юкари Кавай) - Hyper Police (Fonne Walkure) - Irresponsible Captain Tylor (Ким Гёнхва) - Jungle Ōja Tā-chan (Елена Ногути) - Kaleido Star: Arata naru Tsubasa (Кэтти) - Kamikaze Kaito Jeanne (Саки Мацубара) - King of Bandit Jing (Изарра) - Zatch Bell! (Элль Тива, Рия) - Kishin Dōji Zenki (Наги) - Kocchi Muite! Miiko (Мама) - Legendz (Killbeat) - Little Snow Fairy Sugar (Джинджер) - Loving Angel Angelique ~When Hearts Awaken~ (Розалия) - Loving Angel Angelique ~ Radiant Tomorrow ~ (Розалия) - Mahoraba (Ю Минадзуки) - Maze: Bakunetsu Jikū (female Maze) - Monochrome Factor (Маю Асамура) - Monster Rancher (Pixie (Venus)) - Neon Genesis Evangelion (Мисато Кацураги) - Nintama Rantarō (Ямабуки, Аяка) - Noir (Mireille Bouquet) - Ojarumaru (Окамэ-химэ, Хосино Мама I, Сикибу Акамурасаки) - One Piece (Боа Хэнкок) - Oruchuban Ebichu (Эбитю) - Paranoia Agent (Харуми Тёно) - Pokémon (Метамон) - Mewtwo: Ware wa Koko ni Ari! (Домино) - Revolutionary Girl Utena (Дзюри Арисугава) - Sailor Moon series (Усаги Цукино, ChibiChibi) - Sailor Moon Crystal (2014) (Усаги Цукино) - The Snow Queen (Онетт) - Spiral: Suiri no Kizuna (Мадока Наруми) - Steel Angel Kurumi (Мисаки Кагура) - Suite PreCure (Хами) - Sumebato no Cosmos Shō: Suttoko Taisen Dokkoidā (Саюки Юринэ, Хиясинсу) - Tales of Eternia: The Animation (Экусусиа) - The Grim Adventures of Billy & Mandy (Мэри Фрэнсис — японская версия) - Those Who Hunt Elves (Celcia Marieclaire) - Wedding Peach (Потамос) - Weiss Kreuz (Нэу/Асука Мураз) - Yaiba (Саяка Майн) - Zombie Land Saga (Таэ Ямада) | - Ace wo Nerae! 2 (Томоё) - Ace o Nerae! Final Stage (Томоё) - Angelique (Розалия де Катаргена) - Angelique: Shiroi Tsubasa no Memoir (Розалия де Катаргена) - Angelique: Seichi yori Ai wo Komete (Розалия де Катаргена) - Babel II (Жужу) - Birdy the Mighty/Tetsuwan Birdy (Птичка) - Blue Seed (Комэ Савагути) - Buttobi CPU (Куадра Накинтош) - Compiler (Королева Нэрима) - Cream Lemon: Young Love—Angie & Rose (Энджи) - Cyber City Oedo 808 (женщина) - Dennō Sentai Voogie's Angels (Ребекка) - Future GPX Cyber Formula (Асука Суго) - Idol Defense Force Hummingbird (Сацуки Торэиси) - Kōnai Shasei Final (Тями, девушка A) - Legend of the Galactic Heroes (Катеросе вон Крёзер) - NG Knights Lamune & 40 (Серебряная Горная Роса, девушка 1) - Mewtwo Returns в роли Домино - My My Mai в роли Юа - POWER DoLLS: Project α (Яо Фэйлун) - Puni Puni Poemi (Ицуэ Аасу) - Yamato 2520 (Маки) - Variable Geo (Юка Такэути) - Wedding Peach DX (Каванами Хироми)/(Потамос) - Visitor (Мика Хиираги) - Yōseiki Suikōden (Киёми Суга) - Ys Tenkū no Shinden: Adol Kristin no Bōken (Лилия) - Cardcaptor Sakura: The Movie (Маки Мацумото) - Crayon Shin-chan—Mission: Pig’s Hoof (О-ирокэ) - Darkside Blues (Маи) - Digimon Tamers: Battle of Adventurers (Минами Уэхара) - The End of Evangelion (Мисато Кацураги) - Evangelion: Death and Rebirth (Мисато Кацураги) - Gekijōban Garō Densetsu (Маи Сирануи) - Fullmetal Alchemist the Movie: Conqueror of Shamballa (Грасия Хьюз) - Pokémon: The Movie 2000 (Митико/Ship’s Captain) - Revolutionary Girl Utena: Adolescence of Utena (Юри Арисагава) - Pretty Soldier Sailor Moon R The Movie (Усаги Цукино) - Make Up! Sailor Senshi (Усаги Цукино) - Pretty Soldier Sailor Moon S The Movie (Усаги Цукино) - The 9 Sailor Soldiers Get Together! Miracle in the Black Dream Hole (Усаги Цукино) - Ami-chan no Hatsukoi (Усаги Цукино) - X (Сацуки Ятодзи) |

## Озвучка в видеоиграх
В алфавитном порядке.
- Abarenbō Princess (Руж Виктуаль)
- Ajito 2 (Кадзуми Саэки)
- Angelique (Розалия де Катаргена)
- Angelique Special 2 (Розалия де Катаргена)
- Armored Core (Оператор, компьютер)
- Brave Fencer Musashi (королева, Queen, Бранди Тайи, Тамблер)
- Danganronpa 2: Goodbye Despair (Пэко Пэкояма)
- Dead or Alive 3 (Кристи)
- Dead or Alive 4 (Кристи)
- Dead or Alive Xtreme Beach Volleyball (Кристи)
- Eberouge 2 (Линдел Фалкен)
- Eve burst error Plus (Марина Ходзё)
- Jikkyō Powerful Pro Yakyū 5-11 (диктор на стадионе)
- Kisetsu wo Dakishimete (Томоко Кокурицу)
- Knuckle Heads (Клаудия Сильва)
- Little Princess: Marl Ōkoku no Ningyōhime 2 (Соня)
- Magna Carta (Рианна)
- Melty Blood (Аоко Аодзаки)
- Menkyo wo Torō! DX 2001 Nendoban (Рэйка Асами)
- Misato Katsuragi's Reporting Plan (Мисато Кацураги)
- Namco x Capcom (Кёко Минадзуки)
- Neon Genesis Evangelion 2 (Мисато Кацураги)
  - Eva to Yukai na Nakamatachi (Мисато Кацураги)
  - Girlfriend of Steel (Мисато Кацураги)
  - Girlfriend of Steel 2 (Мисато Кацураги)
- Oni (Коноко или Май Хасэгава))
- PoPoLoCrois (Нарсия, Кай)
- Power DoLLS 2 (Яо Фэйлун)
- Power Instinct 2 (Микадзуки Куруми, Курара Хананокодзи)
- Puyo Puyo CD (Арль Наджа)
  - Puyo Puyo Tsū CD (Арль Наджа)
- Rival Schools (Кёко Минадзуки)
  - Project Justice (Кёко Минадзуки)
- Shinrai (Нохимэ Фудзидзуру)
- Super Robot Wars (серия) (Мисато Кацураги, Тония Малме, Вега, Маррю Рамиас)
- Sailor Moon (серия) (Сейлор Мун)
- Wa ga Ryū wo Miyo (Каая)
- Wild Arms 4 (Фалмель)

## Дублирование

#### Кино и ТВ
- Videomatch (Luciana Salazar)
- «Анатомия страсти» (Мередит Грей (Эллен Помпео))
- «Ван Хельсинг» (Анна Валериус (Кейт Бекинсейл))
- «Жестокие игры» (Кэтрин Мёртей (Сара Мишель Геллар))
- «Из 13 в 30» (Дженна Ринк (Дженнифер Гарнер))
- «Невероятная жизнь Уолтера Митти» (Шерил Мелхофф (Кристен Уиг))
- «Ночи в стиле буги» (Роллергёрл (Хизер Грэм))
- «Пиранья 3D» (Джули Форрестер (Элизабет Шу))
- «Пункт назначения 3» (Эшли Фройнд (Челан Симмонс))
- «Спасатели Малибу» (Саммер Куинн (Николь Эггерт)) (сезоны 2-4)
- «Тупой и ещё тупее 2» (Адель Пичлоу (Лори Холден))
- «Фелисити» (Джули Эмрик (Эми Джо Джонсон))
- «Эд» (Кэрол Весси (Джули Боуэн))
- «Я знаю, что вы сделали прошлым летом» (Хелен Шиверс (Сара Мишель Геллар))

#### Анимация
- «Время приключений» (Снежная Королева)
- «Бэтмен: Нападение на Аркхэм» (Убийца Мороз)
- «Цыплёнок Цыпа» (Тина)
- «Звёздные войны: Войны клонов» (Орфни)
- «Ужасные приключения Билли и Мэнди» (Мэри Френсис)
- «Люди Икс» (Мистик, Алая Ведьма)
- «Супермен» (Супергёрл)

### Прочее
- «Любовь и попса» (1998, реж. Хидэаки Анно)
- Bionicle: The Legend Reborn (Киина)
- Gag Manga Biyori (Косукэ Масуда)

## Радио
- Mitsuishi Kotono · Bukkatsu Shiyo!
- Mitsuishi Kotono no Eberu Nights
  - Mitsuishi Kotono no Eberu Nights II
- Stardust Dream

## Дискография
- Aria
- Erementar Gerad—Aozora no Senki—
- Samurai Deeper Kyo; as Akari
- Seto no Hanayome
- Tuxedo Mirage
- Phantasy Star: Sealed Memories; as Nei & Neifirst

## Другое
- Hakkutsu! Aru Aru Daijiten (рассказчик)
- I Wish You Were Here (internet streaming broadcast)
- Koe · Asobu Club
- Nandemo Q (NHK) (рассказчик, Урара, и мн. др.)
- Neon Genesis Evangelion pachinko and pachinko slots series (Мисато Кацураги)
- Seishun Adventure: Īsha no Fune (Ися но Фунэ)
- Tatta Hitotsu no Chikyū (Отохимэ)
- Uchi Kuru!? (рассказчик)